# Egernsund Sogn
Egernsund Sogn (deutsch Ekensund; Sønderjysk bzw. Sundevedsk: Echenson) ist eine dänische Kirchspielsgemeinde (dänisch Sogn), die im Süden Jütlands am Nordufer der Flensburger Förde auf der Halbinsel Broager Land auf Sundeved liegt, etwa zwölf Kilometer westlich von Sønderborg. Im Kirchspiel leben 1500 Einwohner, davon 1431 in der Stadt Egernsund (Stand 1. Januar 2025).

## Geschichte
Der Name leitet sich vom gleichnamigen Sund ab, der das Nybøl Nor (deutsch Nübeler Noor) mit der Förde verbindet. Bereits 1922 wurde das Kirchspiel, das zur Harde Nybøl Herred im damaligen Aabenraa-Sønderborg Amt gehörte, mit der Nachbargemeinde Broager Sogn zur Broager Kommune vereinigt, die die Kommunalreform 1970 wegen ihrer mehr als 6000 Einwohner unbeschädigt überstand und als Kommune im damaligen Sønderjyllands Amt erhalten blieb. Im Zuge der Kommunalreform zum 1. Januar 2007 ging die Broager Kommune in der „neuen“  Sønderborg Kommune in der Region Syddanmark auf.
Egernsund und dessen Ortsteil Rendbjerg waren eng mit der Ziegelherstellung verknüpft, da hier die Kombination aus notwendigem Ton, schiffbaren Gewässer und ausreichender Holzmengen vorhanden war. Von den vielen Ziegeleien, die am Nybøl Nor um 1800 ansässig waren, existieren heute nur noch sieben. Von einst acht Ziegeleien am benachbarten Iller Strand hat die letzte 1968 ihren Betrieb eingestellt. Seit 1993 wird im Ziegeleimuseum Cathrinesminde die Geschichte des Ziegels in dieser Region vom Mittelalter bis in die Gegenwart gezeigt.
Im späten 19. Jahrhundert fanden sich Künstler wie Alexander Eckener, Jacob Nöbbe und Wilhelm Dreesen zur Künstlerkolonie Ekensund zusammen.
Die 1968 gebaute Egernsundbrücke ersetzte die Fähre zwischen dem Gråstener Ortsteil Alnor und Egernsund.

## Kultur und Sehenswürdigkeiten
Eine weitere Sehenswürdigkeit neben dem Ziegeleimuseum Cathrinesminde ist der durch Egernsund verlaufende Gendarmstien, ein ehemaliger Kontrollweg, an dem dänische Gendarme von 1920 bis 1958 an der deutsch-dänischen Grenze patrouillierten.

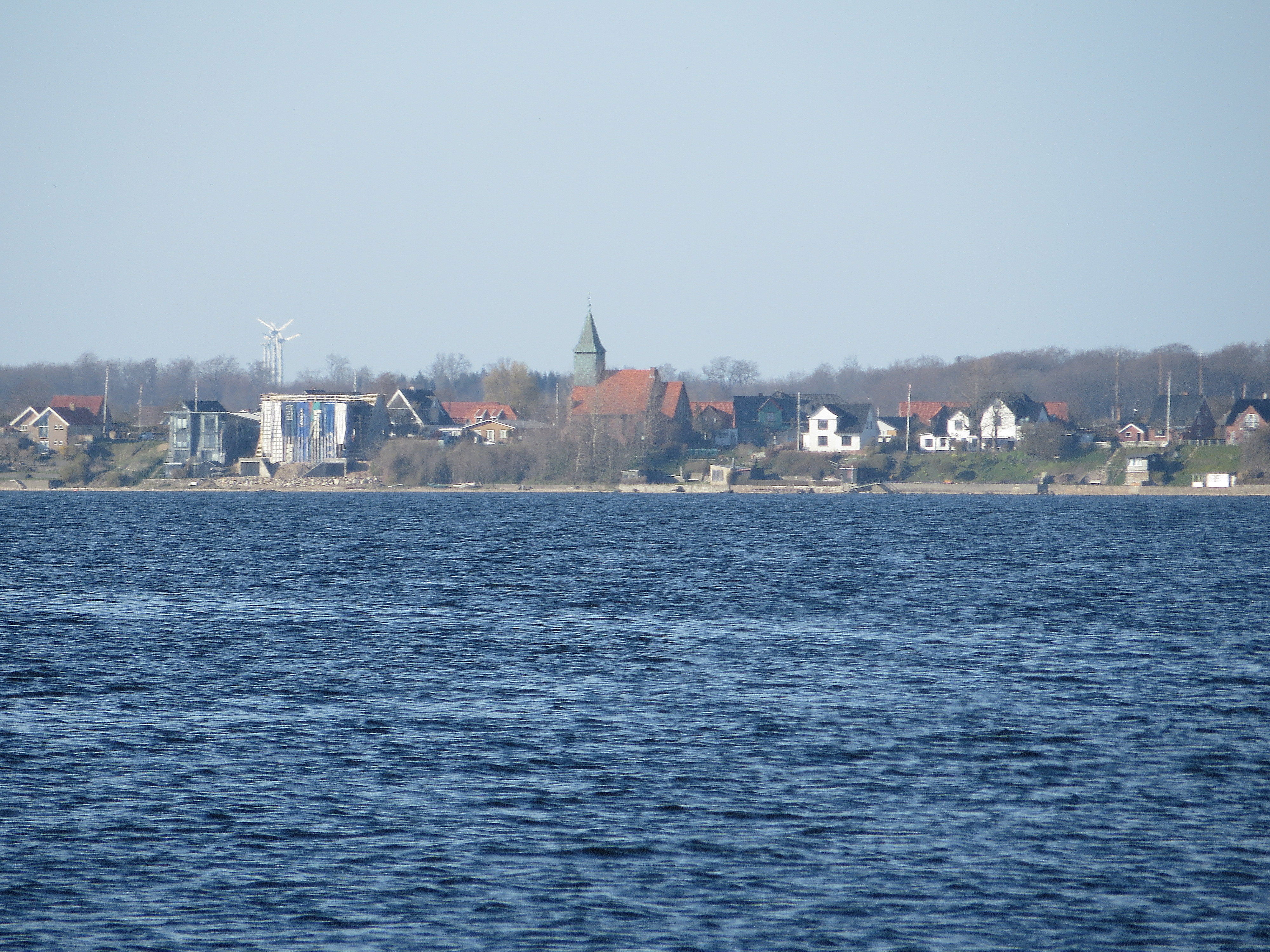
Egernsunder Kirche mit umliegenden Gebäuden von der Flensburger Förde aus, 2015
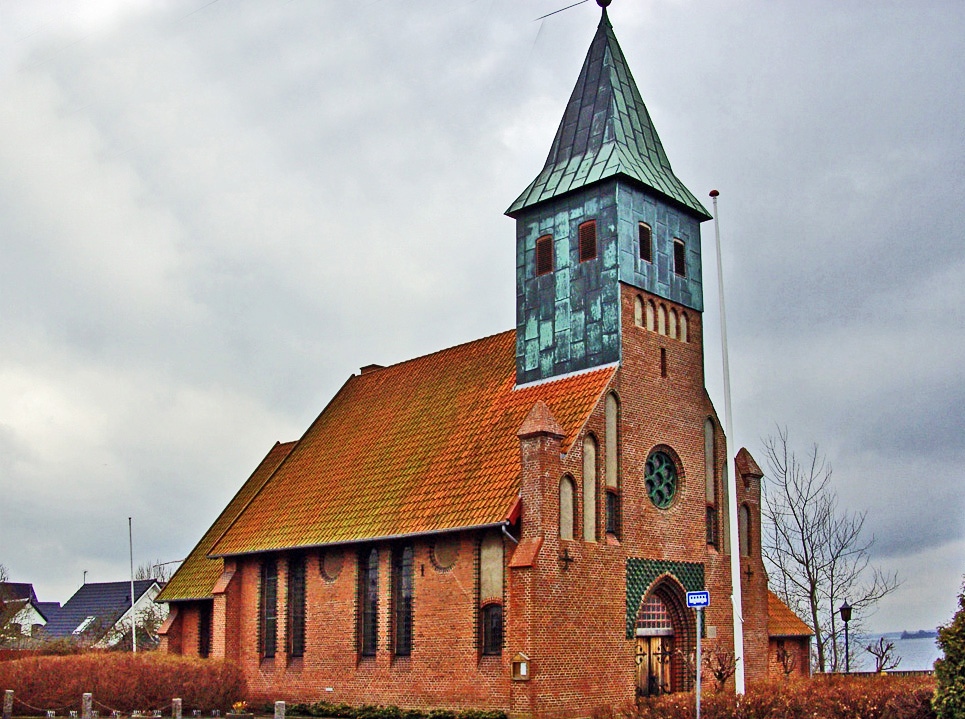
Kirche Egernsund, 2006